# Айтау
Айтау (Лунные горы) — юго-восточный отрог Чу-Илийских гор. Хребет вытянут в северо-западном направлении на 150 км. Максимальная высота 1052 м (гора Сункар в массиве Хантау на северо-западной оконечности хребта). Имеет сложное устройство поверхности. Образован в каледонскую и герцинскую эпохи складчатости. Сложен палеозойскими породами, кристаллическими сланцами, каледонскими гранитами.